# Славица (фильм)
Сла́вица (серб. Славица) — югославский чёрно-белый художественный фильм 1947 года, снятый режиссёром Вьекославом Афричем.

## Сюжет
Действие фильма происходит в Югославии до начала Второй мировой войны. Славица, бедная девушка и молодой рыбак Марин, сталкиваются с непониманием окружающих и соседей, которые не одобряют их любви из-за классового разделения общества.
Когда в Далмации вспыхивает национально-освободительное восстание против итальянских оккупантов, молодые вместе с группой товарищей, поддерживают борьбу и тайно строят большую рыбацкую лодку для передачи её партизанам. Оккупанты узнают об этом и арестовывают Славицу и Марина, но партизаны освобождают их. Вступив в отряд, герои фильма принимают участие в ряде боевых операций. Во время схватки с итальянцами на море, Славица погибает, но построенное ими судно, названное в честь молодой партизанки, становится одним из первых партизанских плавсредств, а позже и основой всего флота социалистической Югославии.

## В ролях
- Ирена Колесар — Славица
- Мариян Ловрич — Марин
- Йозо Лауренчич — Стипе
- Бранко Плеша
- Любиша Йованович — Иво Марушич
- Марко Маринкович — агент
- Браслав Борозан — Станко
- Дежан Дубаич — Парон

## Примечание
Хотя, по всем объективным критериями советско-югославская военная драма «В горах Югославии», снятая режиссëром А. М. Роомом в 1946 году должна была стать первым полнометражным фильмом в истории социалистической Югославии, этот статус традиционно в Югославии передан фильму «Славица», снятому год спустя.
Причиной этого послужил советско-югославский раскол и охлаждение отношений между этими государствами, после чего фильм, в котором Тито сыграл советский актёр Иван Берсенев уже не имел на это «политического права». Фильм «В горах Югославии», затем в течение нескольких десятилетий находился на полках в кинозапасниках и был запрещён к показу в Югославии.